# ليون فيران
ليون فيران شاعر فرنسي، ولد في تولون يوم21 وتوفي في 10 نونبر 1954..

## سيرة شخصية
كان الشاعر ليون فيران عضوًا في المدرسة الخيالية ، التي ضمت أيضًا بول جان توليه ، وتريستان ديريم ، وجان مارك برنارد ، وتريستان كلينجسور ، وفرانسيس كاركو ، وجان بيليرين ، وروبرت دي لا فايسيير .
تم تعيينه كموظف في دار البلدية عام 1904 ، وتزوج الشاب فيران عام 1909. ولكن بعد نشر أول مجموعة له بمساعدة في عام  ، أسس مجلة بول فور
وبعد الحرب العالمية 1930، واصل نشاطه الأدبي، حيث قدم  ثمانية أعمال شعرية في حوالي عشر سنوات ، وخمس دراسات وصور بما في ذلك استحضار موطنه الأصلي تولون
في إطار عمله كأمين مكتبة في طولون ، قام برحلات متكررة إلى باريس حيث كان يخطط للاستقرار خلال عشرينيات القرن الماضي ، من أجل تطوير شبكة معارفه الأدبية وتسهيل نشر أعماله.
كانت الحرب العالمية الثانية فترة مظلمة للشاعر حيث فقد زوجته عام 1941 وشهد قصف المدينة التي ولد فيها. في اليوم التالي للتحرير ، ولما ذهب فيران إلى باريس ووجد هناك ، على وجه الخصوص ، فرانسوا بيرنوار ، وفيليب شابانيكس ، وفرانسيس كاركو ، وفنسنت موسيلي .
نشر ثلاثة أعمال شعرية أخرى ، وحصل على الجائزة الكبرى من Maison de Poésie ، وسام جوقة الشرف ،
وفي عام 1951 ، حصل على جائزة Auguste-Capdeville من الأكاديمية الفرنسية عن جميع أعماله الشعرية .
انتقل إلى Solliès-Pont بالقرب من تولون بعد أن تزوج مرة أخرى في عام 1951. وتوفي بعد ثلاث سنوات .

## فهرس
- المحبسة " تحية إلى ليون فيران "، اكتوبر (نوفمبر) 1928 ، رقم 30-31.
- هنري كلوار ، تاريخ الأدب الفرنسي ، من الرمزية حتى يومنا هذا ، باريس ، إصدارات ألبين ميشيل ، 1949.
- قصائد ، مختارة من ستة عشر قصيدة كتبها ليون فيران ، سلفادور. مقدمة من جوزيف باولي. مطبعة ليثوغرافية لمدرسة الفنون الجميلة في طولون ، 1957.
- النقاط والنقاط المقابلة ، " تحية إلى ليون فيران »، ديسمبر 1957 ، رقم 42.
- نشرة أصدقاء ، تحية إلى ليون فيران »، ربيع 1965 ، رقم 8.
- Les Poètes Fantaisistes ، مختارات مقدمة من Michel Décaudin ، باريس ، Seghers ، coll. " ملاحظة »، 1982.
- باتريك لورينزيني ، ليون فيران والبوهيمي تولونيز ، تولون ، طبعات ريجين فالي-الماضي وجدت ، 1994.
- فرانسوا هوغينين ، في مدرسة العمل الفرنسي ، باريس ، إصدارات جان كلود لاتيه ، 1999.
- دانيال أرانجو (دير. ) ، ليون فيران ، فيليب شابانيكس ومدرسة الخيال ، إيكس أون بروفانس ، إديسود ، كول. " فار والشعر »، رقم 3 ، 2003.
- Mireille Pinsseau ، الرسامون في بروفانس وفي كوت دازور أثناء الحرب العالمية الثانية ، مرسيليا ، Éditions La Thune ، 2004.

## رابط خارجي
- موقع مخصص نسخة محفوظة 27 نوفمبر 2006 على موقع واي باك مشين.